# الكنائس الأرثوذكسية المشرقية
الكنائس الأرثوذكسية المشرقية أو الكنائس الأرثوذكسية الشرقية القديمة هي مجموعة من الكنائس المسيحية الشرقية تشكّل عائلة كنسيّة في شراكة عقائدية وقانونية مع بعضها، وتسمّى أيضًا بالكنائس الأرثوذكسية غير الخلقيدونية أو الميافيزية بسبب رفضها للعقيدة التي أقرها مجمع خلقيدونية عندما حصل خلاف حول "طبيعة يسوع"، فلا تعترف هذه الكنائس إلا بشرعية المجامع المسكونية الثلاث الأولى (نيقية، القسطنطينية، أفسس). تُعدّ هذه الكنائس مستقلة وأساقفتها متساوين في الرسامة الأسقفية، ويعتبرون أنفسهم يشكلون معًا الكنيسة الواحدة الجامعة المقدسة الرسولية التي دعا إليها يسوع، كما تُعدّ الأقدم بين باقي العائلات الكنسيّة. تتنوع طقوس الكنائس الأرثوذكسية الشرقية بين السرياني والإسكندري والأرمني. تختلف هذه العائلة (التي تسمّى بالإنجليزية: oriental orthodox churches) عن عائلة الكنيسة الأرثوذكسية الخلقيدونية، وقد دخلت العائلتان في حوار مسكوني نتج عنه توقيع عدة اتفاقيات من أجل تحقيق الوحدة بينهما.
تضمّ هذه العائلة كلًا من الكنيسة القبطية الأرثوذكسية والكنيسة الرسولية الأرمنية والكنيسة السريانية الأرثوذكسية وكنيسة التوحيد الأرثوذكسية الإثيوبية وكنيسة التوحيد الأرثوذكسية الإريترية والكنيسة الهندية الأرثوذكسية بالإضافة لكنائس فرعية تتبع لهم. وهي جميعها أعضاء في مجلس الكنائس العالمي. منذ مجمع أفسس الثاني، لم تلتقِ هذه الكنائس رسميًا حتى مؤتمر أديس أبابا عام 1965، حيث بدأت في بلورة شراكتها وعلاقتها ببعضها. ومنذ ذلك الحين تشكلت لجنة ثلاثية باسم «لقاء الكنائس الأرثوذكسية الشرقية في الشرق الأوسط» تجمع بين الكنائس الأرمنية والقبطية والسريانية التي هي أعضاء في مجلس كنائس الشرق الأوسط، وتجتمع هذه اللجنة دوريًا وتصدر البيانات وتدير عدة أمور بينها الحركة المسكونية.

## الاسم والصفات
نُحت مصطلح «الكنائس الأرثوذوكسية الشرقية» في مؤتمر أديس أبابا في عام 1965. شاركت في المؤتمر آنذاك 5 كنائس، إذ لم تكن الكنيسة الإريترية مستقلة بعد عن السلطة البابوية.
ومن بين الأسماء الأخرى التي عُرفت بها الكنائس أسماء مثل الكنائس الشرقية القديمة والكنائس الأقل شرقية والكنائس المناهضة للخلقيدونية والكنائس غير الخلقيدونية والكنائس ما قبل الخلقيدونية والميافيزية وكنائس الطبيعة الواحدة، على الرغم من كون كنيسة المشرق مناهضة للخلقيدونية وغير خلقيدونية وما قبل خلقيدونية. وكانت الكنيسة الكاثوليكية الرومانية قد أشارت إلى هذه الكنائس ب «كنائس المشرق القديمة».

### اللاهوت والدراسات الكنسية
تشتهر الكنائس الأرثوذوكسية المشرقية باعترافها بالمجامع المسكونية الثلاثة الأولى فقط خلال فترة كنيسة الدولة للإمبراطورية الرومانية: مجمع نيقية الأول في عام 325 ومجمع القسطنطينية الأول في عام 381 ومجمع أفسس في عام 431.
تتشارك الأرثوذوكسية المشرقية مع الكنيسة الأرثوذوكسية الشرقية بجزء كبير من اللاهوت وبالعديد من تقاليد الدراسات الكنسية، وتشتمل هذه على مذهب خلاصي مشابه وتقليد شراكة بين الأساقفة، وأيضًا على توقير لوالدة الإله وتبني لقانون الإيمان.
الخلاف اللاهوتي الرئيسي بين الجماعتين الدينيتين هو خلاف هو الكرستولوجيا المختلفة لكل منهما. ترفض الأرثوذوكسية الشرقية التعريف الخلقيدوني، وتتبنى عوضًا عنه الصيغة الميافيزية التي تؤمن باتحاد الطبيعتين البشرية والإلهية للمسيح. تاريخيًا، اعتقد الأساقفة الأوائل للكنائس الأرثوذوكسية الشرقية أن التعريف الخلقيدوني كان ينطوي ضمنًا على احتمال عدم الاعتراف بالثالوث المقدس أو بتنازل أمام النسطورية.
لم تحدث القطيعة في الشراكة بين الكنائس الأرثوذوكسية الشرقية والكنائس الرومانية الإمبراطورية بشكل فجائي، بل حدثت بصورة تدريجية على امتداد قرنين أو ثلاثة قرون في أعقاب مجمع خلقيدونية. في النهاية طورت كل من الجماعتين مؤسسات مستقلة، ولم تشارك الكنائس الأرثوذوكسية الشرقية في أي من المجامع المسكونية اللاحقة.
تحتفظ الكنائس الأرثوذوكسية المشرقية بتعاقبها الرسولي القديم. وتُحكم الكنائس المتعددة من قبل السنودس المقدس، وقد كان أسقف أول النظراء يشغل مكانة كبير الأساقفة. حمل كبار الأساقفة ألقابًا مثل البطريرك والجاثليق والبابا. وقد كانت بطريركية الإسكندرية وبطريركية أنطاكية، إلى جانب الكرسي الرسولي، من بين أبرز الكراسي الأسقفية في تاريخ المسيحية المبكرة.
لا تمتلك الكنائس الأرثوذوكسية الشرقية رئيسًا قضائيًا مثل الكنيسة الكاثوليكية الرومانية، ولا تمتلك الجماعة قائدًا يستطيع عقد سنود مسكوني مثل الكنيسة الأرثوذوكسية الشرقية. تولي بعض الكنائس الأرثوذوكسية الشرقية كالكنيسة الأرثوذوكسية القبطية والكنيسة الأرثوذوكسية الإثيوبية والكنيسة الأرثوذوكسية الإريترية أهمية أكبر لتعاليم العهد القديم مما يجد المرء لدى الطوائف المسيحية الأخرى، ويتبنى أتباعها ممارسات معينة: اتباع القوانين الغذائية في المسيحية الشبيهة بالكشروت اليهودي وتطلب من أعضائها الذكور أن يكونوا مختونين وتحافظ على ممارسة طقوس الطهارة.

### الكرستولوجيا غير الخلقيدونية
وقع الانشقاق بين الأرثوذوكسية الشرقية وأتباع المسيحية الخلقيدونية بسبب خلافات حول الكرستولوجيا. أعلن مجمع نيقيا الأول، في عام 325، ألوهية يسوع المسيح، أي أنه «مساو للآب في الجوهر». في وقت لاحق، أعلن المجمع المسكوني، مجمع أفسس، أن يسوع المسيح واحدٌ، أو شخص واحد (اتحاد أقنوم) على الرغم من كونه إلهًا وإنسانًا في الآن نفسه. وهكذا، يرفض مجمع أفسس صراحةً النسطورية، وهو المذهب الكرستولوجي القائل بأن للمسيح طبيعتين منفصلتين، طبيعة إلهية (اللوغوس) وطبيعة بشرية (يسوع) صادف أن تواجدتا في جسد واحد. كانت الكنائس التي أصبحت في وقت لاحق كنائسًا أرثوذوكسية شرقية مناهضة بقوة للنسطورية، ولذلك أيدت بشدة القرارات المتخذة في أفسس.
بعد مرور 20 عامًا على انعقاد مجمع أفسس، أكد مجمع خلقيدونية من جديد النظرة القائلة بأن يسوع كان شخصًا واحدًا، إلا أنه أعلن في الوقت نفسه أن هذا الشخص كان يحمل «طبيعتين كاملتين»، إحداهما بشرية والأخرى إلهية.
في بعض الأوقات، أشار المسيحيون الخلقيدونيون إلى الأرثوذوكسية الشرقية بأنها مونوفيزية، أي أنهم اتهموها باتباع تعاليم أوطاخي (380 – 456 تقريبًا) الذي كان قد حاجج أن يسوع المسيح لم يكن بشريًا على الإطلاق، بل فقط إلهًا. أدينت المونوفيزية بأنها هرطقة إلى جانب النسطورية، وكان اتهام كنيسة بأنها مونوفيزية يعني اتهامها بأنها تقع على الطرف المقابل للنسطورية. على الرغم من ذلك، رفض الأرثوذوكس الشرقيون هذا الوصف بصفته غير دقيق بعد أن كانوا قد أدانوا رسميًا تعاليم كل من نسطور وأوطاخي. ويعرفون أنفسهم بأنهم ميافيزيون يؤمنون بأن للمسيح طبيعة واحدة، إلا أن هذه الطبيعة بشرية وإلهية في آن واحد.

### تحالفات حديثة
في يومنا هذا، تعيش الكنائس الأرثوذوكسية الشرقية في شراكة تامة مع بعضها بعضًا، ولكنها لا تعيش شراكة مع الكنيسة الأرثوذوكسية المشرقية أو مع أي كنيسة أخرى، وفي حين تعيش الكنائس الأرثوذوكسية الشرقية شراكة، فإنها تشكل كنيسة موحدة مثل الكاثوليكية أو الأرثوذوكسية المشرقية. انطلق في أواسط القرن العشرين حوار بطيء نحو إعادة الشراكة بين الجماعتين الأرثوذوكسيتين وثمة حوار جار أيضًا بين الأرثوذوكس الشرقيين والكنيسة الكاثوليكية وآخرين. في عام 2017، أعيد الاعتراف المشترك بالمعمودية بين الكنيسة الأرثوذوكسية القبطية في الإسكندرية والكنيسة الكاثوليكية. وهناك اعتراف مشترك أيضًا بالمعمودية بين الكنيسة الرسولية الأرمينية والكنيسة الكاثوليكية.
تعتبر الكنائس الأرثوذوكسية الشرقية بشكل عام أكثر محافظة في ما يتعلق بالقضايا الاجتماعية وتعتبر أيضًا متحمسة نحو علاقات مسكونية مع الكنائس المسيحية الأرثوذوكسية غير الشرقية. جميع الكنائس الأرثوذوكسية الشرقية عضو في مجلس الكنائس العالمي.

## التاريخ

### ما بعد مجمع خلقيدونية (451)
وقع الانقسام بين الأرثوذوكس الشرقيين وباقي العالم المسيحي في القرن الخامس. نجم الانقسام بشكل جزئي عن رفض بابا الإسكندرية ديوسقورس الأول والأساقفة المصريين الآخرين البالغ عددهم 13 أسقفًا قبول العقائد الكرستولوجية التي أقرها مجمع خلقيدونية، والتي كانت تؤمن بطبيعتين ليسوع: طبيعة إلهية وأخرى بشرية. وكانوا سيقبلون فقط «من طبيعتين أو عن طبيعتين» وليس «في طبيعتين».
بالنسبة لآباء الكنيسة الذين سيقودون الأرثوذوكس الشرقيين، كانت العبارة الأخيرة بمثابة احتيال لقبول النسطورية التي عبرت عن نفسها من خلال مصطلح لا يتماشى مع فهمهم للكرستولوجيا. فُسرت النسطورية بأنها ترى في المسيح طبيعتين منفصلتين، إلهية وبشرية، تتميز كل منهما بأفعال وتجارب مختلفة، في حين أيد بابا الإسكندرية كرلس الأول صيغة «طبيعة واحدة للإله اللوغوس المتجسد» (أو كما تترجم من قبل آخرين «طبيعة واحدة متجسدة للكلمة»)، مؤكدًا على وحدة التجسد فوق جميع الاعتبارات الأخرى. من غير الواضح تمامًا إذا ما كان نسطور نفسه قد تبنى القناعات المدانة التي يشار إليها عمومًا ب «النسطورية».
ولهذا السبب غالبًا ما سُميت الكنائس الأرثوذوكسية الشرقية «مونوفيزية»، على الرغم من أنها ترفض هذه التسمية نظرًا إلى ارتباطها بالأوطاخية، تفضل الكنائس تسمية «ميافيزية».

## الانشقاق
الكنائس الشرقيّة هي: (القبطيّة والأرمنيّة والسريانيّة والإثيوبية والإريترية والهندية) يرون أن المجامع المسكونية أربعة: مجمع نيقية، مجمع القسطنطينية الأول، مجمع أفسس، ومجمع أفسس الثاني. أما الكنيستان الكاثوليكية والأرثوذكسية البيزنطية فيرون أن مجمع خلقيدونية هو المجمع المسكوني الرابع وأحد المجامع المسكونية السبعة

## الكنائس الشرقية القديمة
الأرثوذكسية المشرقية هو مصطلح يدلل به على العقيدة التي تؤمن بها كنائس مسيحية أرثوذكسية شرقية، والتي لا تعترف إلا بشرعية المجامع المسكونية الثلاث الأولى (نيقية، قسطنطينية، أفسس)، وتُعرف برفضها القاطع للعقيدة التي أقرها مجمع خلقيدونية. وتُعرف هذه الكنائس أيضاً بالكنائس الشرقية القديمة ولكن يجب التمييز بينها وبين الكنائس الشرقية الأرثوذكسية.
الكنائس المشرقيّة القبطيّة والأرمنيّة والسريانيّة يرون أن المجامع المسكونية أربعة؛ مجمع نيقية، مجمع القسطنطينية الأول، مجمع أفسس، ومجمع أفسس الثاني. وفق للكنيستين الرومانيّة والبيزنطيّة يرون أن مجمع خلقيدونية المجمع المسكوني الرابع وأحد المجامع المسكونية السبعة.
تعتبر الكنائس الأرثوذكسية المشرقية كنائس وطنية:
- كنيسة التوحيد الأرثوذكسية الإثيوبية ومركزها في  إثيوبيا.
- الكنيسة القبطية الأرثوذكسية ومركزها في  مصر، ويتبع لها:
  - الكنيسة البريطانية الأرثوذكسية في  المملكة المتحدة.
  - الكنيسة الفرنسية القبطية الأرثوذكسية في  فرنسا.
- كنيسة التوحيد الأرثوذكسية الإريترية ومركزها في  إرتريا.
- الكنيسة السريانية الأرثوذكسية ومركزها في  سوريا، ويتبع لها:
  - كنيسة مالانكارا اليعقوبية السريانية الأرثوذكسية في  الهند.
- الكنيسة الهندية الأرثوذكسية، وتُعرف أيضاً بكنيسة مالانكارا السريانية الأرثوذكسية. ومركزها في  الهند.
- الكنيسة الرسولية الأرمنية في  أرمينيا وتتبعها بشكل أو بآخر:
  - الكنيسة الرسولية الأرمنية بطريركية كيليكية ومركزها في  لبنان
  - الكنيسة الرسولية الأرمنية بطريركية القسطنطينية ومركزها في  تركيا
  - الكنيسة الرسولية الأرمنية بطريركية أورشليم ومركزها في أراضي  فلسطين و إسرائيل

### كنيسة المشرق
- كنيسة المشرق الآشورية.
- كنيسة المشرق القديمة.

## الديموغرافيا والانتشار
تتشكل عائلة الأرثوذكسية الشرقية من الكنائس الإثيوبية والقبطيّة والأرمنيّة والسريانيّة والإريترية. وتصل أعداد أتباع هذه الكنائس إلى حوالي 82 مليون. تعدّ الكنيسة الإثيوبية أكبر الكنائس الأرثوذكسية الشرقية، وتأتي في المرتبة الثانية لأكبر الكنائس المسيحية الشرقية، في حين تعدّ الكنيسة الروسية الأرثوذكسية أكبر الكنائس المسيحية الشرقية.
تشكل الكنائس الأرثوذكسية الشرقية المذهب السائد في أرمينيا (94%)، وفي مرتفعات قره باغ، إثيوبيا؛ وإريتريا وتعد العقيدة الأرثوذكسية الشرقية واحدة من الأديان السائدة في إريتريا. وتنتشر الأرثوذكسية الشرقية أيضًا في مصر، والسودان؛ وسوريا؛ لبنان، وأذربيجان وولاية كيرلا في الهند. وتعدّ أكبر الكنائس في تركيا وإيران.